# Bataille de Chandernagor
Guerre de Sept Ans
Batailles
- Chandernagor (1757)
- Plassey (1757)
- Gondelour (1758)
- Négapatam (navale) (1758)
- Condore (1758)
- Madras (1758)
- Pondichéry (navale) (1759)
- Masulipatam (1759)
- Chinsurah (1759)
- Wandiwash (1760)
- Pondichéry (1760-1761)

La bataille de Chandernagor désigne le bombardement et la prise de la ville de Chandernagor en Inde le 23 mars 1757 par les troupes de la Compagnie anglaise des Indes orientales appuyées par la Royal Navy.